# Чорнокам'янський притікичський каньйон
Чорнокам'янський притікичський каньйон — ландшафтний заказник місцевого значення у Маньківському районі Черкаської області.

## Опис
Заказник площею 1067,2 га розташовано біля c. Чорна Кам'янка. Під охороною унікальний комплекс природних територій, якими протікає Гірський Тікич. Річку оточують гранітні скелі заввишки 25-30 метрів, виступи яких звисають над її водами.
Як об'єкт природно-заповідного фонду створено рішенням Черкаської обласної ради від 28.08.2009 р. Землекористувач або землевласник, у віданні якого знаходиться заповідний об'єкт — Чорнокам'янська сільська рада.

## Галерея

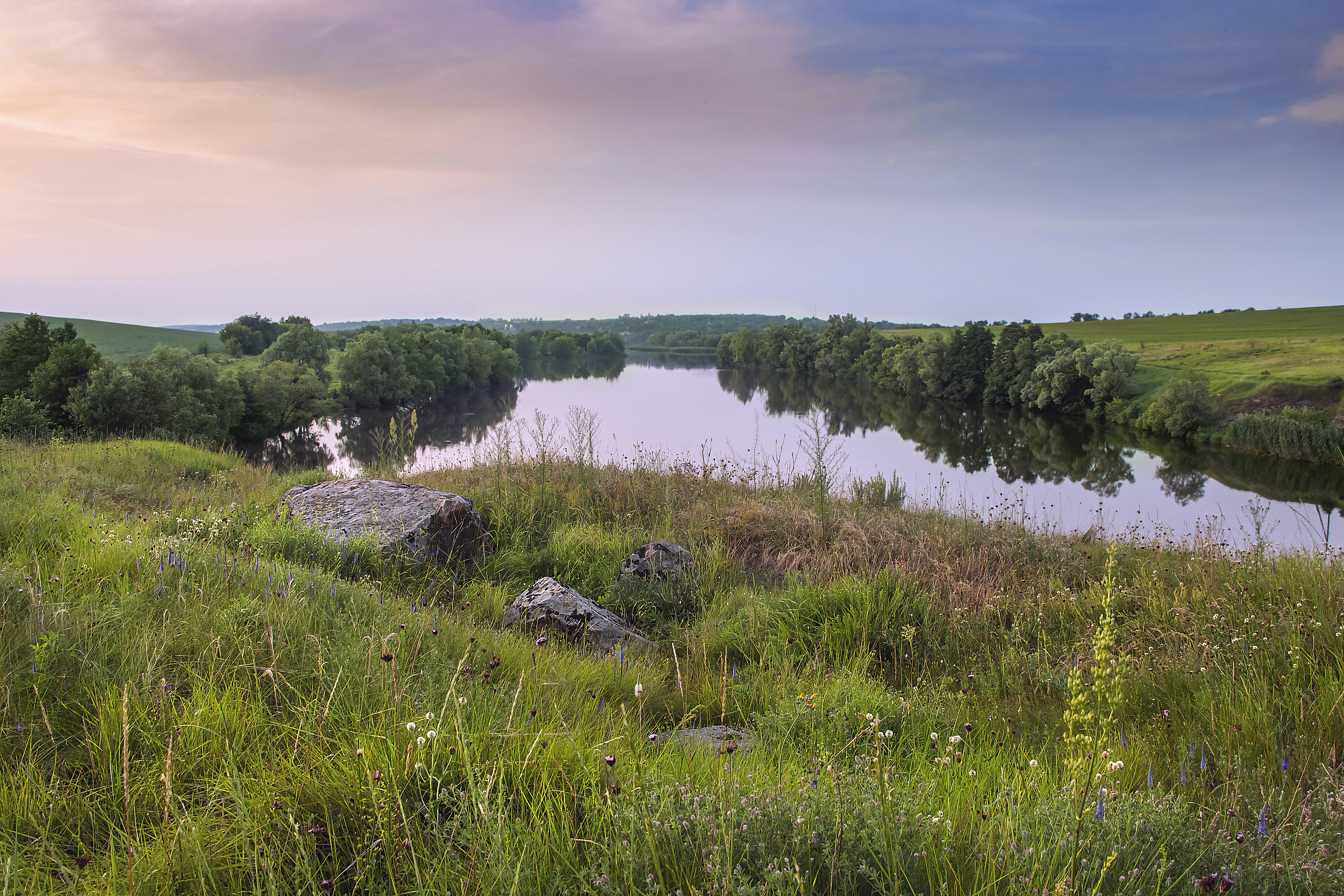
Вид на заказник
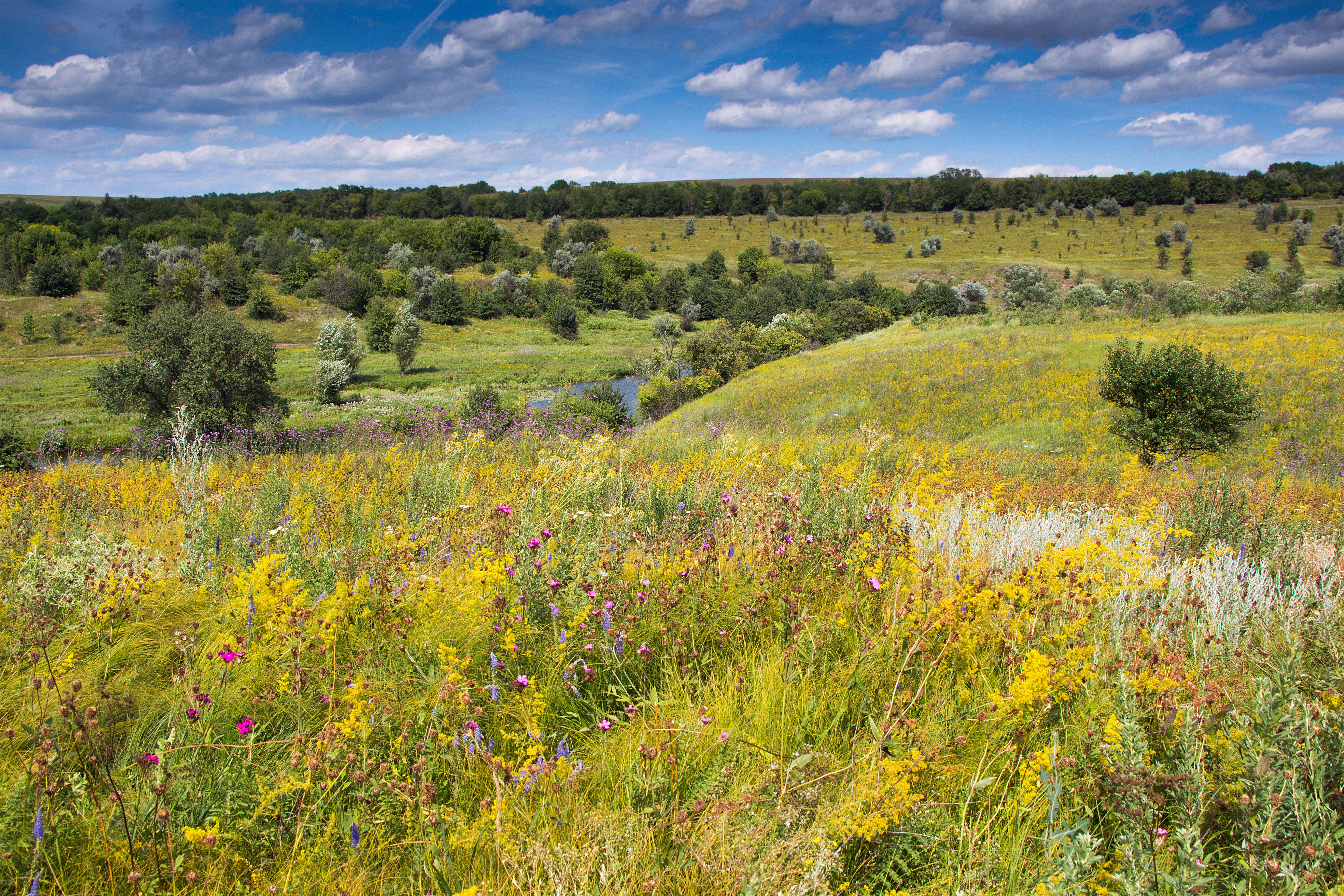
Лучні степи на схилах Тікича у заказнику
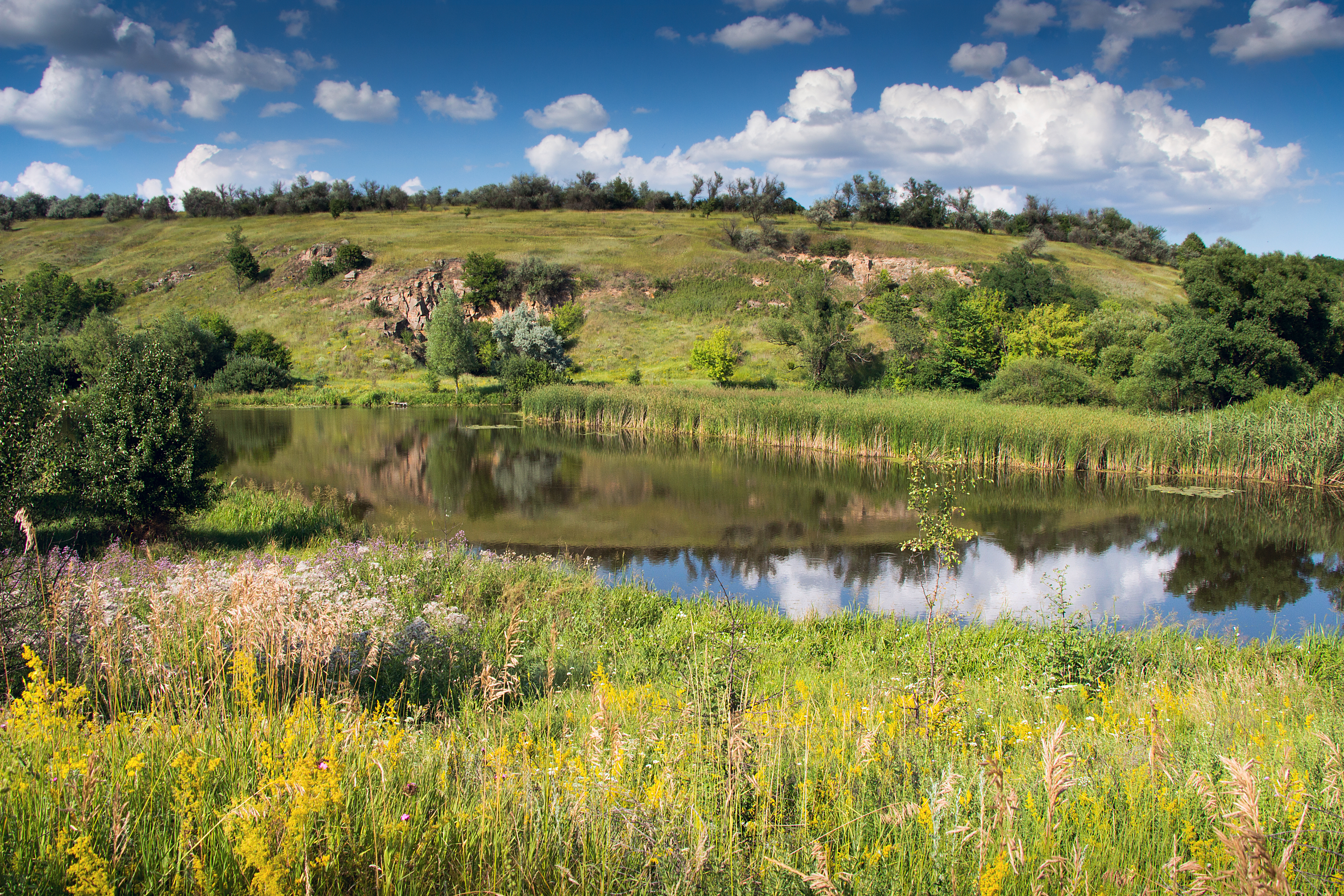
Степовий схил та заплава у заказнику